# Correlophus
 Correlophus  ist eine baumbewohnende Gattung der Geckoartigen aus der Familie der Doppelfingergeckos (Diplodactylidae).

## Merkmale
Correlophus unterscheiden sich von allen anderen in Neukaledonien heimischen Doppelfingergeckos durch die folgenden Merkmale: Kopf-Rumpf-Länge groß, bis zu 135 mm. Der Kopf ist groß, der Schwanz erreicht 80 bis 92 % der Kopf-Rumpf-Länge. Die Schuppen auf dem Rücken sind körnig, homogen oder meist homogen. Unter allen Fingern und Zehen befinden sich erweiterte, ungeteilte Haftlamellen (Subdigitallamellen), die Haut zwischen den Fingern und Zehen ist schwach bis moderat entwickelt. Die insgesamt 40 bis 60 Präkloakalporen der Männchen sind in 2 oder 3 Reihen angeordnet und reichen bis zu den basalen 40 % der Oberschenkel. Der Rücken ist braun, oliv, gelblich, rötlich oder orange, mit oder ohne kontrastierende Zeichnung am Oberkopf, der Wirbelgegend oder der Flanken. Der Bauch ist beige bis ähnlich den Dorsalfarben.

## Verbreitung
Correlophus Arten sind in Neukaledonien heimisch und scheinen disjunkt auf der Île des Pins, auf Grande Terre vom Süden bis Canala und auf den Belep-Inseln verbreitet.

## Arten
Die Gattung beinhaltet drei Arten:
- Kronengecko (Correlophus ciliatus Guichenot, 1866, Synonym: Rhacodactylus ciliatus)
- Sarasins Gecko (Correlophus sarasinorum (Roux, 1913), Synonym: Rhacodactylus sarasinorum)
- Correlophus belepensis Bauer, Whitaker, Sadlier & Jackman, 2012